# Vale de Samina
O Vale de Samina é um pequeno vale localizado no oeste do Liechtenstein, na comuna de Triesenberg, no sopé da montanha de Furstensteig, inserida nos Alpes. Situa-se sobre um planalto, a cerca de 963 metros acima do nível médio das águas do mar. O nome do vale provém do rio que passa pelo seu território, o Saminabach ou, em português, o Rio Samina.
As únicas cidades situadas no vale são um pequeno povoado, com o mesmo nome do vale: Samina, e Rotenbodem, uma localidade ainda mais pequena que Samina.
No sopé do planalto onde se insere o pequeno vale, estão as cidades de Vaduz e Triesen, e o Reno, num local em que este se torna uma fronteira natural com a Suíça, visíveis desde o local, devido à altitude.

## Clima e turismo
O clima é temperado no Verão, e gelado no Inverno, com vertiginosas temperaturas, devido à proximidade com os Alpes. Mesmo no Verão, são frequentes chuvas e céu nublado.
No Verão, a cidade recebe vários turistas para a prática de rafting, no rio Samina. No Inverno, alguns estabelecimentos acolhem os turistas que procuram o local para a prática de desportos invernais como o esqui, entre outros.

## Transportes
O vale goza de boas rodovias, cuja principal faz a ligação entre Rotenbodem, Samina e o município de Triesenberg, a capital da comuna. Tal como todo o território povoado do país, usufrui de transportes públicos e tem duas paragens de autocarros (ônibus na grafia brasileira), localizadas nas extremidades norte e sul da cidade de Samina.